# Pseudonicsara spinibranchis
Pseudonicsara spinibranchis är en insektsart som beskrevs av Sigfrid Ingrisch 2009. Pseudonicsara spinibranchis ingår i släktet Pseudonicsara och familjen vårtbitare. Inga underarter finns listade i Catalogue of Life.